# Заљубљеност
Заљубљеност или очараност је стање у коме је особа занесена неразумном страшћу, обично према другој особи за коју је развила снажна романтична или платонска осећања.

## Карактеристике
Кокс тврди да заљубљеност може да се разликује од романтичне љубави само када се гледа на посебан интерес. Очараност се такође може развити у зрелу љубав. Голдстајн и Брандон су описали заљубљеност као прву фазу односа пре него што се развије у зрелу интимност. Филипс описује како илузије очараности доводе до разочарења када се сазна права истина о особи којом смо били очарани. То је предмет екстравагантне, краткотрајне страсти или привремене љубави код адолесцената.

## Врсте
Браун је препознао три врсте заљубљености: прва, можда и најчешћа, је стање када је биће зането, без увида или одговарајуће процене, слепом жељом. Друга, процена може бити добра иако љубав или жудња остају њоме непромењене; док је трећи тип онај када се лоше процени због незнања или несмотрености, без обзира на жељу.

## Интелектуална заљубљеност
Заљубљеност не мора укључивати само људе, већ се може проширити и на објекте, активности и идеје. „Људи се увек заљубљују у друге људе... у своје ратне и спортске хероје”: у институције, говоре и узоре. Тако су, на пример. Јунгову иницијалну „безусловна преданост” Фројдовим теоријама и његову „не мање безусловно поштовање” Фројдове личности, обојица сматрали у то време као „квази-религиозну заљубљеност... у култни предмет”; док је Фројда заузврат „веома привукла Јунгова личност”, можда је „у Јунгу видео идеализовану верзију себе”: заједничко друштво дивљења - „интелектуално уплетени један другим”.
Жена, такође, могла је да „жуди за једним гуруом, па затим и другим... волела је да буде ученик".<”ef>C. P. Snow, Corridors of Power (Penguin 1975) pp. 146.</ref>
Такође постоје и колективне заљубљености: „сви смо склони да будемо привучени у друштвене фантазијске системе”. Тако, на пример, „недавна интелектуална заљубљеност у структурализам и постструктурализам” вероватно је трајало најкраће док "11. септембар није прекинуо интелектуалну заљубљеност у постмодернизам" у целини.

## Књижевни описи
Шекспирови сонети су описани као „поезија за заљубљивање”; као да доминира једном темом и „та тема је заљубљеност, њена иницијација, култивација и историја, заједно у својим врхунцима тријумфа и девастације” - дуготрајно истраживање стања у коме смо „подложни одговарајућим поремећајима који припадају нашој заљубљености... стању заљубљености”.